# Astragalus eugenii
Astragalus eugenii är en ärtväxtart som beskrevs av Aleksandr Alfonsovitj Grossgejm. Astragalus eugenii ingår i släktet vedlar, och familjen ärtväxter. Inga underarter finns listade i Catalogue of Life.